# Gomboro
Gomboro è un dipartimento del Burkina Faso classificato come comune, situato nella provincia  di Sourou, facente parte della Regione di Boucle du Mouhoun.
Il dipartimento si compone del capoluogo e di altri 10 villaggi: Bambara, Bassagoulo, Bouli, Dogna, Gala, Ganagoulo, Gani, Konga, Sia e Talbayiri.